# Riachuelo de Cuta
El riachuelo de Cuta es un afluente del río Gorgos, que discurre íntegramente por el término municipal de Jalón, en la comarca de la Marina Alta.

## Descripción física
El riachuelo de Cuta se origina por la confluencia del barranco de Masserof, que baja desde la partida homónima, y del  de Murta, que desciende desde la Serra del Ferrer. Se trata de dos barrancos típicos de montaña que discurren por lechos estrechos y tortuosos. El Riachuelo se ensanche a medida que va acercándose al punto de confluencia con el río Gorgos, que se encuentra situado en la partida del Pla del Horta de Jalón. Su tramo final presenta unos márgenes laterales muy fragilizados por la acción desestabilizadora de las crecidas que suelen producirse en el otoño, que en Jalón acostumbra a ser la estación más lluviosa del año. El curso de esta corriente de agua marca la divisoria entre las partidas de Benibrai al oeste y la de Cuta al este.

## La Acequia de Torres
En el riachuelo de Cuta desemboca la Acequia de Torres, que cuando llueve recoge las aguas que bajan desde Benibrai en dirección al casco urbano de Jalón. No es, pues, una acequia de riego, sino de drenaje. No se conoce la fecha en que fue construida, pero el año 1847 ya aparecía representada en un plano de Jalón. Un informe municipal del 22 de enero de 1991 señalaba la necesidad que la acequia se mantuviera siempre en buen estado de conservación y que, en caso de que se cubriera, esta actuación urbanística se debía ejecutar con el debido cuidado con el fin de garantizar la suficiente capacidad de evacuación.

## LaPordel Riachuelo de Cuta
La «Por» (miedo) es una figura femenina del folclore local. Los pocos que se han encontrado con ella coinciden en afirmar que se trata de una mujer, enlutada de cabo a rabo, que deambula cada noche por el borde del Riachuelo. No se le ve la cara porque la lleva tapada con un velo. Tampoco se la puede atrapar porque huye tan pronto se siente observada. Como criatura nocturna, la Por goza de una vista potentísima y de un oído increíblemente fino. Se aprovisiona de las frutas y verduras de los campos de cultivo y, por ello, los labradores le nombran la arrambladora de cosechas.
- Datos: Q11945767